# Zeeafval

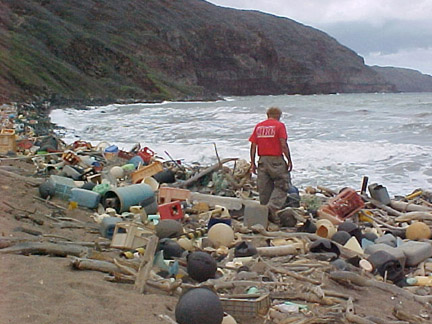
Zeeafval dat is aangespoeld op het strand van Hawaï

Zeeafval is door mensen gemaakt afval dat per ongeluk of expres in zee belandt. Dit afval kan soms nog jaren in zee blijven drijven en zich in grote hoeveelheden ophopen op plekken waar zeestromingen bij elkaar komen. Een voorbeeld hiervan is de plasticsoep.
Zeeafval bestaat uit de meest uiteenlopende voorwerpen, zoals huishoudelijk afval en drijfhout. Studies hebben aangetoond dat 80% van het zeeafval bestaat uit plastic voorwerpen. De reden dat plastic zoveel voorkomt in zee is omdat het in tegenstelling tot veel andere soorten afval niet vergaat middels biodegradatie. Plastic kan onder invloed van de zon wel verdwijnen door fotodegradatie, maar dat proces verloopt in zee erg langzaam. Plastic afval vormt een groot gevaar voor veel vissen, zeevogels en zeezoogdieren omdat zij het afval per ongeluk kunnen inslikken, maar ook schepen kunnen last hebben van het afval.
In veel landen is het opzettelijk dumpen van afval in zee bij wet verboden. Een internationaal voorbeeld hiervan is het OSPAR-verdrag.